# Nationalmuseum Jamtli
Nationalmuseum Jamtli är ett konstmuseum i Östersund som invigdes i juni 2018. Det är ett samarbete mellan Nationalmuseum och det regionala museet Jamtli. Syftet är att nå ut med Nationalmuseums stora konstsamling till en större publik och samtidigt kombinera samlingen med Jamtlis pedagogiska verksamhet. Från och med december 2017 ändrades det tidigare arbetsnamnet Nationalmuseum Norr till Nationalmuseum Jamtli. 
Nationalmuseum Jamtli består av en byggnad på ungefär 1500 m² på Jamtlis museiområde. Byggstart var den 1 december 2016 och invigningen 17 juni 2018 kl 14.00. Byggnaden är ritad av Henning Larsen Architects och utöver utställningshallen innehåller den en konstpedagogisk verkstad. Byggnationen har genomförts med WSP som generalkonsult och kostade cirka 53 miljoner kronor. På sin webbplats uppger Östersunds kommun att ”Nationalmuseum Jamtli har möjliggjorts genom EU:s Regionala strukturfonder, Östersunds kommun, Region Jämtland Härjedalen och ett brett samarbete med näringslivet”.